# Ctimene intercisa
Ctimene intercisa là một loài bướm đêm trong họ Geometridae.